# Петер Пазман
Петер Пазман (на унгарски: Pazmany Peter) (4 октомври 1570 – 19 март 1637) е унгарски кардинал, философ, теолог и политик. Архиепископ на централната и исторически най-значимата архиескопия Естергом – Будапеща от 28 ноември 1616 г. до смъртта си.

## Биография
Роден в протестантско семейство, Пазман става ревностен католик на 13-годишна възраст и по-късно през 1588 г. постъпва в йезуитския орден. От 1590 до 1593 г. следва философия във Виена, а след това теология в Рим (1593-1596). Получава титлата доктор по теология през 1597 г. Започва да преподава философия в университета на Грац (1597-1603), по-късно става преподавател по теология (1603-1607). Пише литературни произведения главно на библейска тематика, които освен литературна стойност имат и голямо църковно-политическо значение за времето си. От всичките му 45 творби 23 са написани на унгарски език и Пазман е смятан за бащата на литературното възраждане на Унгария. През 1616 г. Пазман е произведен в сан архиепископ, а от 1629 г. е кардинал. През 1623 г. основава семинарията „Pazmaneum“ и голям брой други католически учебни заведения, както и два францискански манастири. Католическият университет на Унгария днес носи неговото име.